# Élections régionales de 2019 dans les Abruzzes
Les élections régionales de 2019 dans les Abruzzes (en italien : Elezioni regionali in Abruzzo del 2019) ont lieu le 10 février 2019, afin d'élire le président et les conseillers de la XIe législature du conseil régional des Abruzzes pour un mandat de cinq ans.
Le scrutin donne lieu a une alternance avec la victoire sur le parti démocrate de la coalition de centre-droit menée par la Ligue. Marco Marsilio, du parti Frères d'Italie devient président du conseil régional,,. 
La Ligue sort grande vainqueure des élections. Bien qu'allié au niveau national au Mouvement cinq étoile (M5E), celle ci continue de concourir aux scrutins régionaux au sein de la coalition de Centre droit. Le scrutin était ainsi considéré comme ayant valeur de test pour les deux formations en vue des européennes. Le bon résultat de la Ligue, combiné à un affaiblissement du M5E, est alors vu comme pouvant augurer d'élections législatives italiennes anticipées.

## Système électoral

Région des Abruzzes.

Les Abruzzes sont une  région italienne à statut simple. 
Le conseil régional ainsi que son président sont élus simultanément au suffrage universel direct. Les 29 conseillers sont élus au scrutin proportionnel plurinominal avec listes ouvertes, vote préférentiel et seuil électoral de 4 %, tandis que le président est élu au scrutin uninominal majoritaire à un tour. Ce dernier se présente obligatoirement en tant que candidat d'une liste en lice pour le conseil régional, ce qui interdit de fait les candidatures sans étiquettes.
Les 29 sièges à pourvoir le sont dans quatre circonscriptions de sept à huit sièges chacune, a raison de sept sièges pour celles de Pescara, L'Aquila et Teramo, et de huit pour celle de Chieti.
La liste du président élu reçoit d'emblée une prime majoritaire portant sa part des sièges à un nombre compris entre 60 et 65 % du total. Les sièges sont ensuite repartis à la proportionnelle aux différentes listes ayant franchi le seuil électoral, et à leurs candidats en fonction des votes préférentiels qu'ils ont recueillis. Le seuil de 4 % est abaissé à 2 % pour les listes se présentant au sein d'une coalition. Par ailleurs, le président élu ainsi que le candidat arrivé en seconde position deviennent de droit membres du conseil, ce qui porte le total de conseillers à 31.

### Modalités
L'électeur vote sur un même bulletin pour un candidat à la présidence et pour la liste d'un parti. Il a la possibilité d'exprimer ce vote de plusieurs façons.
- Soit voter pour une liste, auquel cas son vote s'ajoute également à ceux pour le candidat à la présidence soutenu par la liste. Il a également la possibilité d'exprimer un vote préférentiel pour deux candidats de son choix sur la liste en écrivant leurs noms. Il ne doit dans ce cas pas écrire les noms de deux candidats de même sexe, ni un seul nom.

- Soit ne voter que pour un candidat à la présidence, auquel cas son vote n'est pas étendu à sa liste.

- Soit préciser son vote pour un candidat et pour une liste. Cette dernière doit cependant obligatoirement faire partie de celles soutenant le candidat choisi.

### Répartition des sièges
| Provinces                 | Sièges | +/-           |  |
| L'Aquila                  | 7      | en stagnation |  |
| Chieti                    | 8      | en stagnation |  |
| Pescara                   | 7      | en stagnation |  |
| Teramo                    | 7      | en stagnation |  |
| Candidats à la présidence | 2      | en stagnation |  |
| Total                     | 31     | en stagnation |  |

## Sondages
| Date                | Institut          | Legnini | Marsilio | Marcozzi | Autres | Avance |
| ------------------- | ----------------- | ------- | -------- | -------- | ------ | ------ |
| Date                | Institut          |         |          |          | Autres | Avance |
| 21–24 janvier 2019  | SWG               | 30%     | 37%      | 32%      | 1%     | 5%     |
| 20–22 novembre 2018 | Quorum - YouTrend | 23%     | 38%      | 35%      | 4%     | 3%     |

## Résultats
|                        |                        |            |            |                      |                                |                           |         |         |         |               |               |       |  |  |
| Présidence             | Présidence             | Présidence | Présidence | Présidence           | Conseil                        | Conseil                   | Conseil | Conseil | Conseil | Conseil       | Conseil       | Total |  |  |
| Candidats              | Candidats              | Votes      | %          | Élus                 | Partis                         | Partis                    | Votes   | %       | +/-     | Sièges        | +/-           | Total |  |  |
|                        | Marco Marsilio (FdI)   | 299 949    | 48,03      | 1                    |                                | Ligue (Lega)              | 165 008 | 27,53   | Nv.     | 10            | 10            |       |  |  |
|                        | Marco Marsilio (FdI)   | 299 949    | 48,03      | 1                    | Forza Italia (FI)              | 54 223                    | 9,05    | 7,65    | 3       | 1             |               |       |  |  |
|                        | Marco Marsilio (FdI)   | 299 949    | 48,03      | 1                    | Frères d'Italie (FdI)          | 38 894                    | 6,49    | 3,54    | 2       | 2             |               |       |  |  |
|                        | Marco Marsilio (FdI)   | 299 949    | 48,03      | 1                    | Action Politique (av. EpI)     | 19 946                    | 3,24    | Nv.     | 1       | 1             |               |       |  |  |
|                        | Marco Marsilio (FdI)   | 299 949    | 48,03      | 1                    | Liste commune UdC-IdeA-DC      | 17 308                    | 2,89    | 3,12    | 1       | en stagnation |               |       |  |  |
| Total Centre-droit     | Total Centre-droit     | 299 949    | 48,03      | 1                    | 294 879                        | 49,20                     | 19,79   | 17      | 11      | 18            |               |       |  |  |
|                        | Giovanni Legnini (Ind) | 195 394    | 31,29      | 1                    |                                |                           |         |         |         |               |               |       |  |  |
|                        | Giovanni Legnini (Ind) | 195 394    | 31,29      | 1                    | Parti démocrate (PD)           | 66 769                    | 11,14   | 14,37   | 3       | 7             |               |       |  |  |
|                        | Giovanni Legnini (Ind) | 195 394    | 31,29      | 1                    | Legnini pour la présidence     | 33 277                    | 5,55    | Nv.     | 1       | 1             |               |       |  |  |
|                        | Giovanni Legnini (Ind) | 195 394    | 31,29      | 1                    | Abruzzes en commun (IiC-RF)    | 23 168                    | 3,87    | 1,62    | 1       | 1             |               |       |  |  |
|                        | Giovanni Legnini (Ind) | 195 394    | 31,29      | 1                    | Progressistes (LeU-Art.1)      | 16 614                    | 2,77    | 0,37    | —       | 1             |               |       |  |  |
|                        | Giovanni Legnini (Ind) | 195 394    | 31,29      | 1                    | Liste commune AI–AF            | 16 055                    | 2,68    | 1,07    | —       | 1             |               |       |  |  |
|                        | Giovanni Legnini (Ind) | 195 394    | 31,29      | 1                    | Plus d'Abruzzes (+Eu-CD-AP)    | 14 198                    | 2,37    | 0,16    | —       | 1             |               |       |  |  |
|                        | Giovanni Legnini (Ind) | 195 394    | 31,29      | 1                    | Centristes pour l'Europe (CpE) | 7 938                     | 1,32    | Nv.     | —       | en stagnation |               |       |  |  |
|                        | Giovanni Legnini (Ind) | 195 394    | 31,29      | 1                    | Abruzzes en avant (IdV-PSI-CP) | 5 611                     | 0,94    | 2,97    | —       | 1             |               |       |  |  |
| Total Centre-gauche    | Total Centre-gauche    | 195 394    | 31,29      | 1                    | 183 630                        | 30,64                     | 15,94   | 5       | 12      | 6             |               |       |  |  |
|                        | Sara Marcozzi          | 126 165    | 20,20      | —                    |                                | Mouvement 5 étoiles (M5S) | 118 287 | 19,74   | 1,25    | 7             | 1             | 7     |  |  |
|                        | Stefano Flajani        | 2 974      | 0,48       | —                    |                                | CasaPound Italia (CPI)    | 2 560   | 0,43    | Nv.     | 0             | en stagnation | 0     |  |  |
|                        |                        |            |            |                      |                                |                           |         |         |         |               |               |       |  |  |
| Votes valides          | Votes valides          | 624 482    | 97,08      |                      | Votes valides                  | Votes valides             | 599 356 | 93,17   |         |               |               |       |  |  |
| Votes blancs et nuls   | Votes blancs et nuls   | 18 805     | 2,92       | Votes blancs et nuls | Votes blancs et nuls           | 43 931                    | 6,83    |         |         |               |               |       |  |  |
| Total candidats        | Total candidats        | 643 287    | 100        | 2                    | Total partis                   | Total partis              | 643 287 | 100     | -       | 29            | en stagnation | 31    |  |  |
| Abstentions            | Abstentions            | 567 917    | 46,89      |                      |                                |                           |         |         |         |               |               |       |  |  |
| Inscrits/Participation | Inscrits/Participation | 1 211 204  | 53,11      |                      |                                |                           |         |         |         |               |               |       |  |  |